# Groß-Enzersdorf
Groß-Enzersdorf è un comune austriaco di 10 464 abitanti nel distretto di Gänserndorf, in Bassa Austria; ha lo status di città (Stadtgemeinde). Tra il 1938 e il 1954 è stato accorpato alla città di Vienna.